# Regionalwahl in Kampanien 2020
Die Regionalwahl in Kampanien 2020 fand am 20. und 21. September statt; der Regionalrat und der Präsident der Region Kampanien wurden gleichzeitig gewählt.

## Wahlergebnis
| Kandidaten                                           | Kandidaten              | Stimmen   | %    | Listen                      | Stimmen   | %    | Mandate |
| ---------------------------------------------------- | ----------------------- | --------- | ---- | --------------------------- | --------- | ---- | ------- |
|                                                      | Vincenzo De Lucagewählt | 1.789.017 | 69,5 | Partito Democratico         | 398.490   | 16,9 | 8       |
| De Luca Presidente                                   | Vincenzo De Lucagewählt | 1.789.017 | 69,5 | 313.666                     | 13,3      | 6    |         |
| Italia Viva                                          | Vincenzo De Lucagewählt | 1.789.017 | 69,5 | 173.870                     | 7,4       | 4    |         |
| Campania Libera                                      | Vincenzo De Lucagewählt | 1.789.017 | 69,5 | 122.367                     | 5,2       | 2    |         |
| Fare Democratico - Popolari                          | Vincenzo De Lucagewählt | 1.789.017 | 69,5 | 104.857                     | 4,4       | 2    |         |
| Noi Campani                                          | Vincenzo De Lucagewählt | 1.789.017 | 69,5 | 102.652                     | 4,4       | 2    |         |
| Liberaldemocratici - Campania Popolare - Moderati    | Vincenzo De Lucagewählt | 1.789.017 | 69,5 | 84.769                      | 3,6       | 2    |         |
| Centro Democratico                                   | Vincenzo De Lucagewählt | 1.789.017 | 69,5 | 76.141                      | 3,2       | 2    |         |
| Partito Socialista Italiano                          | Vincenzo De Lucagewählt | 1.789.017 | 69,5 | 60.100                      | 2,5       | 1    |         |
| +Campania in Europa                                  | Vincenzo De Lucagewählt | 1.789.017 | 69,5 | 45.500                      | 1,9       | 1    |         |
| Europa Verde - DemoS                                 | Vincenzo De Lucagewählt | 1.789.017 | 69,5 | 42.996                      | 1,8       | 1    |         |
| Davvero Sostenibilità e Diritti - Partito Animalista | Vincenzo De Lucagewählt | 1.789.017 | 69,5 | 33.681                      | 1,4       | 1    |         |
| Per le Persone e la Comunità                         | Vincenzo De Lucagewählt | 1.789.017 | 69,5 | 26.452                      | 1,1       | –    |         |
| Democratici e Progressisti                           | Vincenzo De Lucagewählt | 1.789.017 | 69,5 | 25.254                      | 1,1       | –    |         |
| Partito Repubblicano Italiano - Lega per l’Italia    | Vincenzo De Lucagewählt | 1.789.017 | 69,5 | 5.745                       | 0,2       | –    |         |
| ↳ Gesamt                                             | Vincenzo De Lucagewählt | 1.789.017 | 69,5 | 1.616.540                   | 68,6      | 32   |         |
|                                                      | Stefano Caldoro         | 464.921   | 18,1 | Fratelli d’Italia           | 140.918   | 6,0  | 4       |
| Lega Salvini Campania                                | Stefano Caldoro         | 464.921   | 18,1 | 133.152                     | 5,6       | 3    |         |
| Forza Italia                                         | Stefano Caldoro         | 464.921   | 18,1 | 121.695                     | 5,2       | 2    |         |
| Caldoro Presidente - Unione di Centro                | Stefano Caldoro         | 464.921   | 18,1 | 45.326                      | 1,9       | 1    |         |
| Identità Meridionale - Macroregione Sud              | Stefano Caldoro         | 464.921   | 18,1 | 3.333                       | 0,1       | –    |         |
| Alleanza di Centro - Alleanza Popolo e Territorio    | Stefano Caldoro         | 464.921   | 18,1 | 6.432                       | 0,3       | –    |         |
| Nicht gewählte Direktkandidat                        | Stefano Caldoro         | 464.921   | 18,1 | –                           | –         | 1    |         |
| ↳ Gesamt                                             | Stefano Caldoro         | 464.921   | 18,1 | 450.856                     | 19,1      | 11   |         |
|                                                      | Valeria Ciarambino      | 255.714   | 9,9  | Movimento 5 Stelle          | 233.974   | 9,9  | 7       |
|                                                      | Giuliano Granato        | 30.955    | 1,2  | Potere al Popolo!           | 26.711    | 1,1  | –       |
|                                                      | Luca Saltalamacchia     | 27.475    | 1,1  | Terra                       | 25.125    | 1,1  | –       |
|                                                      | Sergio Angrisano        | 4.028     | 0,2  | Terzo Polo                  | 3.056     | 0,1  | –       |
|                                                      | Giuseppe Cirillo        | 2.608     | 0,1  | Partito delle Buone Maniere | 1.348     | 0,1  | –       |
| Gesamt                                               | Gesamt                  | 2.574.718 | 100  |                             | 2.357.610 | 100  | 50      |